# Chk Chk Boom
«Chk Chk Boom» (кор. 칙칙붐 Чхик Чхик Пум) — заглавный сингл мини-альбома Ate южнокорейского бой-бэнда Stray Kids. Выпущен вместе с альбомом 19 июля 2024 года лейблами JYP Entertainment и Republic Records. Представляет собой композицию в жанрах латиноамериканской музыки, хип-хопа и реггетона. В написании и продюсировании участвовали Пан Чхан, Чханбин и Хан, участники продюсерского юнита 3Racha; в числе соавторов были Дэллас-Кей, Ронни Икон и Би Би Эллиот. Музыкальный видеоклип был выпущен одновременно с синглом и включает актёров Райана Рейнольдса и Хью Джекмана, представленные в костюмах персонажей Дэдпула и Росомахи соответственно.

## Предыстория и выпуск
В интервью участников Stray Kids с изданием Untold Originals в феврале 2024 года, Ай Эн впервые сообщил о своём желании попробовать создать «сингл в стиле латиноамериканской музыки с интерпретированием цветов группы». 19 июня 2024 года группа объявила о выходе своего девятого мини-альбома на корейском и английском языках, получившего название Ate, который планировалось выпустить на следующий месяц. В это же время был представлен трейлер, в котором анонсировался заглавный сингл «Chk Chk Boom». Подтверждение данной информации было получено также из списка композиций, выполненного в стиле флаера, размещенного два дня спустя, вместе с фестивальной версией. Коллектив представил все композиции мини-альбома, включая «Chk Chk Boom», через мэшап-видео, загруженное 10 июля. Участники также сотрудничали с YouTube Shorts и 18 июля запустили танцевальный челлендж для продвижения сингла, представив фрагмент композиции и её хореографии. Ремикс-версия мини-альбома, включающая оригинальную версию, а также песни «Deadeye», «Heatwave» и инструментальные версии, была выпущена 22 июля.

## Создание
Сингл «Chk Chk Boom» был написан и продюсирован Пан Чханом, Чханбином и Ханом, являющимися участниками продюсерского юнита 3Racha; к соавторстве присоединились Дэллас-Кей, Ронни Икон и Би Би Эллиот. Композиция представляет собой композицию в стиле латиноамериканского хип-хопа и реггетона, в котором рассматривается тема уверенности в стремлении к достижению желаемой цели с большей точностью, чем у других. В песне использованы как корейские и английские, так и испанские слова, а также элементы латиноамериканской музыки, включая партии рэпа.

## Коммерческий успех
В Республике Корея песня «Chk Chk Boom» дебютировала на 25-й позиции в цифровом чарте Circle Digital Chart, при этом была доступна всего три дня в отчётный период с 14 по 20 июля 2024 года, и через две недели поднялась на 23-е место. В рамках составных чартов песня занимала 93-ю позицию в чарте стриминга. В Великобритании «Chk Chk Boom» стала первой песней группы Stray Kids, вошедшей в топ-40 в UK Singles Chart, заняв 30-е место, и продержалась в чарте в течение трёх недель.
В США песня дебютировала на 49-й позиции в Billboard Hot 100, став первым хитом группы в топ-50 данного чарта и превзойдя предыдущий рекорд, установленный синглами «Lalalala» и «Lose My Breath», достигавшие 90-й позиции. «Chk Chk Boom» был продан тиражом 10 400 копий, заняв третье место в чарте Digital Songs Sales и первое место в чарте World Digital Song Sales на протяжении двух недель. В Канаде сингл также занял 55-ю позицию в Canadian Hot 100, что на тот момент стало её высшей позицией в этом чарте. В мировом масштабе «Chk Chk Boom» дебютировал на 10-й позиции в Billboard Global 200 и на 4-й позиции в Global Excl. US, став вторым хитом бой-бэнда в топ-10 обоих чартов после «Lalalala», с 27 000 цифровыми продажами и 59,2 миллионами стримов по всему миру.

## Музыкальный видеоклип
Сопроводительный музыкальный видеоклип сингла «Chk Chk Boom», режиссёром которого являлся Пан Джэёп, было впервые опубликовано 19 июля 2024 года, одновременно с релизом песни, которое предшествовало двумя тизерами. В видео появились канадско-американский актёр Райан Рейнольдс и австралийский актёр Хью Джекман. В день релиза на YouTube-канале Marvel Korea было опубликовано интервью с участием Пан Чхана, Феликса, Рейнольдса и Джекмана, в котором обсуждаются детали сотрудничества над музыкальным видео и их впечатления от камео. Позднее сингл «Chk Chk Boom» стал пятнадцатым музыкальным видео бой-бэнда, достигнувшим 100 миллионов просмотров на YouTube.
Музыкальное видео начинается с выступления Джекмана в роли Росомахи на вымышленном телеканале «CCB», сообщающий о прогнозе погоды. Однако трансляция прерывается Рейнольдсом в роли новостного ведущего, сталкивающего с проблемой с туалетной бумагой, что заставляет Росомаху сердито покинуть студию. Далее Рейнольдс занимает место за новостным столом и сообщает о «мировых загадочных феноменах». С началом песни на экране появляются участники Stray Kids, выступающие в хаотичной обстановке с яркими всплесками и фоновой неразберихой, а также в различных местах Нью-Йорка, включая крыши зданий и городские улицы. В конце видео Рейнольдс в костюме Дэдпула обращается к участникам Stray Kids с вопросом, не ищут ли они «более взрослого» и «менее ловкого» члена, на что они отрицательно отвечают.

## Живые выступления
Участники Stray Kids представили живое исполнение песни «Chk Chk Boom» на мероприятии «Music Bank» 19 июля 2024 года, а также выступила с ней повторно 26 июля. Они также продвигали и исполняли сингл в музыкальном телешоу «Show! Music Core» 20 июля и 10 августа 2024 года, на летнем фестивале «SBS Gayo Daejeon» 21 июля, на «M Countdown» 8 августа и на «Inkigayo» 11 августа. В репертуаре бой-бэнда «Chk Chk Boom», в том числе её фестивальная версия, была включена в концертную программу на фестивале Lollapalooza, прошедший 2 августа в Чикаго, а также в рамках мирового тура группы «Dominate World Tour». 6 октября группа исполнила «Chk Chk Boom» на специальной программе, посвященной 50-летию American Music Awards.

## Чарты
| Чарт (2024)                              | Высшая позиция |
| ---------------------------------------- | -------------- |
| Австралия (ARIA)                         | 85             |
| Австрия (Ö3 Austria Top 40)              | 61             |
| Великобритания (OCC UK Singles)          | 30             |
| Мир (Billboard Global 200)               | 10             |
| Германия (GfK)                           | 64             |
| Гонконг (Billboard Hong Kong Songs)      | 14             |
| Греция (IFPI)                            | 48             |
| Ирландия (IRMA)                          | 68             |
| Канада (Billboard Canadian Hot 100)      | 55             |
| Китайская Республика (Billboard)         | 10             |
| Литва (AGATA)                            | 53             |
| Малайзия (Billboard Malaysia Songs)      | 9              |
| Нидерланды (Global Top 40)               | 13             |
| Новая Зеландия (RMNZ)                    | 1              |
| ОАЭ (IFPI)                               | 18             |
| Польша (Polish Streaming Top 100)        | 50             |
| Португалия (AFP)                         | 87             |
| Республика Корея (Circle Digital Chart)  | 23             |
| Россия (TopHit)                          | 25             |
| Сингапур (RIAS)                          | 6              |
| США (Billboard Hot 100)                  | 49             |
| США (Billboard World Digital Song Sales) | 1              |
| Филиппины (Philippines Hot 100)          | 81             |
| Франция (SNEP)                           | 102            |
| Чехия (Singles Digitál Top 100)          | 79             |
| Швейцария (Schweizer Hitparade)          | 100            |
| Япония (Billboard Japan Hot 100)         | 12             |
| Япония (Oricon)                          | 11             |

| Чарт (2024)                             | Высшая позиция |
| --------------------------------------- | -------------- |
| Республика Корея (Circle Digital Chart) | 74             |

### Комментарии
1. ↑  Аббревиатура от «Chk Chk Boom».